# Rondó en si menor per a violí i piano, D 895 (Schubert)
| Rondó en si menor per a violí i piano Rondeau brillant, D 895      |
|                                                                    |
| Interpretat per Dénes Zsigmondy (violí) i Anneliese Nissen (piano) |
|                                                                    |

El Rondó en si menor per a violí i piano, D 895 fou compost per Franz Schubert l'any 1826 i era un encàrrec del violinista txec de 20 anys Josef Slavík (qui també va encarregar a Schubert la Fantasia en do major, D 934 el 1827). Fou la primera peça per a violí i piano que Schubert componia en una dècada. Va ser estrenada el 1827 per Slavík acompanyat pel pianista Karl Maria von Bocklet. Artaria publicà la partitura l'abril de 1827 amb el títol Rondó brillant, Op. 70. Aquest Rondó és l'única de les sis obres per a piano i violí que van sortir publicades en vida de Schubert.

## Estructura
La composició comença amb un "Andante" introductori, seguit per un "Allegro" (A-B-A-C-A). La coda que ve després conté reminiscències del tema de l'"Andante" i de l'episodi "B" del "Allegro". Acaba en una secció amb la indicació "Più mosso" en la partitura, en si major.